# Humiria crassifolia
Humiria crassifolia är en tvåhjärtbladig växtart som beskrevs av Carl Friedrich Philipp von Martius och Ignatz Urban. Humiria crassifolia ingår i släktet Humiria och familjen Humiriaceae. Utöver nominatformen finns också underarten H. c. acutipetala.